# San Dimas
San Dimas est une ville située dans le comté de Los Angeles, dans l'État de Californie, aux États-Unis. Au recensement de 2010 sa population était de 33 371 habitants.

## Géographie
Selon le Bureau du recensement, elle a une superficie de 40,5 km2, dont 0,3 km2 de plans d'eau, soit 0,77 % du total.

## Démographie
| 1970   | 1980   | 1990   | 2000   | 2010   | - |
| ------ | ------ | ------ | ------ | ------ | - |
| 15 692 | 24 014 | 32 397 | 34 980 | 33 371 | - |